# Цессия
Це́ссия (лат. cessiō «уступка, передача»):
- в широком смысле, уступка прав вообще[1], и уступка прав требования или иного имущества, права собственности, которые подтверждаются некими документами;
- в международном праве, цессия — уступка одним государством другому своей территории по соглашению между ними[2].

В Российской Федерации — России цессией принято называть договор уступки прав требования дебиторской задолженности, то есть продажу долга третьих лиц — соглашение, в соответствии с которым одно лицо (кредитор или иное аналогичное лицо по передаваемому договору) передаёт другому лицу (принимающему такую задолженность) свои права требования к третьему лицу (должнику по передаваемому договору). Уступающий своё право кредитор называется Цедент, приобретающий это право — Цессионарий.
Договором цессии также называют договор перестрахования, в соответствии с которым страховщик передаёт перестраховщику часть рисков вместе с частью страховой премии. Дальнейшее распределение страховой ответственности (риска) и страховой премии от первого (оригинального) перестраховщика к другим (то есть перестрахование перестраховщика) называется ретроцессией.

## По законодательству России
Договор цессии может быть оформлен даже договором купли-продажи, однако в любом случае для легитимности должен быть определён предмет передачи: по какому договору передаются права, за какой срок, желательно указать, в каком объёме. Вместе с заключением договора цессии передаются оригиналы документов, служащих обоснованием задолженности, в том числе предыдущие договоры цессии данной задолженности, если таковые были. Если передача документов невозможна или не состоялась — суд может привлечь лицо, у которого они остаются, в качестве третьей стороны для предоставления оригиналов документов в процесс, в котором будет устанавливаться обоснованность данных требований.
Цедент не может передать больше прав, чем имеет сам, при этом, если не оговаривается обратное, передаются все связанные с требованием права (пени, штрафы, неустойка).
Цедент отвечает за действительность передаваемых прав, но не за их выполнение (невозможность взыскания), за исключением случая, если цедент принял на себя поручительство за должника перед цессионарием.
При этом, в соответствии с абз. 2 п. 1 ст. 390 ГК России если иное не предусмотрено законом, договор, на основании которого производится уступка, может предусматривать, что цедент не несет ответственности перед цессионарием за недействительность переданного ему требования по договору, исполнение которого связано с осуществлением его сторонами предпринимательской деятельности, при условии, что такая недействительность вызвана обстоятельствами, о которых цедент не знал или не мог знать или о которых он предупредил цессионария, в том числе обстоятельствами, относящимися к дополнительным требованиям, включая требования по правам, обеспечивающим исполнение обязательства, и правам на проценты.
Согласие должника на передачу прав требования третьему лицу обычно не требуется, но обязательно его уведомление о такой передаче, иначе он может ошибочно исполнить обязательство в пользу прежнего кредитора. Нельзя передавать права требования, связанные с возмещением причинения вреда здоровью, или алименты — то есть такие, где существенна личность того, перед кем существует задолженность.
Типична передача прав требований коллекторским агентствам или банкам. Летом 2012 года Верховный суд России своим Пленумом существенно поменял направление судебной практики по уступке права требования по кредитному договору и фактически запретил передачу долга от банка к не имеющей банковской лицензии организации (коллектору) без договорённости с должником.
При доказательстве действительности передачи прав в порядке цессии, в отличие от индоссамента, необходимо доказывать действительность как первоначального обязательства, так и всех промежуточных.
Следует учитывать также, что зачастую «договором цессии» в России называют соглашение, по которому передаются права и обязанности по договору участия в долевом строительстве жилья от одного первоначального участника строительства к другому. На самом деле, поскольку в таких соглашениях идёт речь не только об уступке прав, но и о передаче обязанностей, договорами цессии они именоваться не могут. Возможность уступить права требования по договору участия в долевом строительстве предусмотрена ст. 11 Федерального закона от 30.12.2004 № 214-ФЗ «Об участии в долевом строительстве многоквартирных домов и иных объектов недвижимости и о внесении изменений в некоторые законодательные акты Российской Федерации». Возможность уступить права требования на строящееся жилье даёт продавцу возможность избежать длительной процедуры оформления в собственность, однако несёт для покупателя риски того что проект не будет завершён в срок.
Цессия или уступка прав собственности означает замену первоначального дольщика или покупателя. Подобная сделка законна, если цедент (продавец) ещё не ставил своей подписи под актом приёма-передачи недвижимости. Если это произошло, тогда сделка переходит в ранг стандартной покупки жилья.